# Gurtnellen
Gurtnellen är en ort och kommun i kantonen Uri, Schweiz. Kommunen hade 505 invånare (2023).
I kommunen finns även byn Intschi.